# سلطان مار
«سلطان مار» یک داستانِ عامیانهٔ ایرانی از گروهِ قصّه‌های «جانور همچون داماد» است که به نام‌های دیگری چون «ملک شه‌مار» (در کاشمر) و «کیارستم و بی‌بی مریم خاتون» (در شهمیرزاد) و «حیدر مار و بی‌بی نگار» (در نیشابور) و «هفت جفت کفش آهنی، هفت تا عصای آهنی» (در افسانه‌های آذربایجان) هم شناخته می‌شود.

## ضبطِ مکتوب
امیلی لوریمر و همسرش این داستان را در اوایلِ قرنِ بیستمِ میلادی ثبت کرده بودند. روایتی آذربايجانی از آن را صمد بهرنگی و بهروز دهقانی در افسانه‌های آذربایجان آوردند. روایتی بجنوردی از این داستان را ابوالقاسم انجوی شیرازی به سالِ ۱۳۵۲ منتشر کرد. روایتی دامنجانی را هم حمیدرضا خزاعی ثبت کرده است. روایتِ ساده‌تری را هم هادی غلام‌دوست در افسانه‌های گیلان (۱۳۹۱) آورده و روایتِ بسیار متفاوتی را هم آزاده پشوتنی‌زاده به سالِ ۱۳۹۹ ضبط کرده است.

## در ادبیات و هنرِ نوین
سُلطان مارِ بهرام بیضایی اقتباسی از این داستان است.